# En Leur Ba
En Leur Ba es una localidad de Santa Lucía que forma parte del distrito de Laborie.

## Toponimia
La localidad también es conocida por el nombre de En Leur Ba/Balca.